# Campbellonemertes johnsi
Campbellonemertes johnsi is een snoerwormensoort. De wetenschappelijke naam van de soort is voor het eerst geldig gepubliceerd in 1972 door Moore & Gibson.